# 피터 도비
피터 도비(Peter Dobbie)는 영국의 언론인이다.
그는 서부 스코틀랜드 출신이지만, 정작 잉글랜드의 한 BBC 지역 방송국에서 언론인으로서의 경력을 쌓기 시작하였다. 이후 그는 BBC 브랙퍼스트, 월드 서비스, 라디오4, 라디오5 라이브 등 BBC의 여러 채널과 프로그램에서 활약해왔다. 현재 그는 BBC 뉴스24와 월드 뉴스의 진행자로 활동하고 있다.
도비는 열정적인 스노보드 애호가이며 자격을 받은 스노보드 강사이기도 하다. 그는 철인경기에도 여러차례 출전하기도 하였다.